# Manel Rodríguez i Suñé
Manel Rodríguez i Suñé (Sant Julià de Vilatorta, 11 d'octubre de 1924 - Sant Julià de Vilatorta 2 d'abril de 1990) fou un instrumentista de contrabaix i compositor català.
Va estudiar solfeig i teoria al Conservatori del Liceu de Barcelona i posteriorment amb els mestres Moreno Volpini, E. Roncal, M. Palanca i M. Ramírez. Fou intèrpret a les cobles Creació (la Seu d'Urgell), Angelets (Sant Hipòlit de Voltregà), Els Font (Manlleu) i Catalònia (Granollers) principalment amb el contrabaix i a vegades amb el tible o la tenora. Va estar vinculat a les caramelles del Roser de Sant Julià de Vilatorta dirigint la coral fins a l'any 1984 i component diverses peces per a l'agrupació.

## Obra

### Ballables[2][1]
- Andaleta (1988) (Galop-pasdoble)
- Caricato (1989) (Xarleston)
- Cercavila (1984) (Galop-pasdoble)
- La Passejada (Galop-pasdoble)
- Tontina (1989) (Polca)

### Sardanes[1][2]
- Les alzines de l'Avencó (1985)
- Pensant en tu
- Som

### Peces vinculades a les caramelles del Roser de Sant Julià de Vilatorta
- Quatre-cents anys (1989-1990) (Sardana a 3 veus) (Lletra: Núria Dalmases)[4]
- Terra endins (1989) (Havanera a 3 veus amb acordió) (Lletra: Anton Carrera i Busquets)[5]
- Cecília (1985) (Sardana a 2 veus amb cobla) (Lletra: Manel Rodríguez Suñé)[6]
- Vals de caramelles (1980) (Vals a 1 veu) (Lletra: J.Boixeda i Tohà)[7]
- Dolçament (1979) (Sardana a 1 veu amb cobla) (Lletra: J.Boixeda i Tohà)[8]

### Altres
- Ball de gegants d'Aiguafreda[1]